# Музей прикладного искусства (Вильнюс)
Музе́й декоративно-прикладно́го иску́сства и дизайна (лит. Taikomosios dailės ir dizaino muziejus) — музей в Вильнюсе, подразделение Литовского художественного музея. Располагается по адресу улица Арсенало 3а (Arsenalo g. 3a).
Музей размещается в отстроенном ренессансном здании Старого арсенала XVI века, который составлял часть комплекса Нижнего замка. В Музее экспонируется прикладное искусство Литвы и зарубежных стран XIII—XX веков. Здесь проводятся национальные и международные выставки, а также презентационные и культурные мероприятия, проходят концерты классической музыки.
Музей открыт со вторника до субботы с 10:00 до 18:00. По воскресеньям и перед государственными праздниками с 11:00 до 16:00. Не работает по понедельникам и в дни государственных праздников. Цена билета — 6 евро.

## История

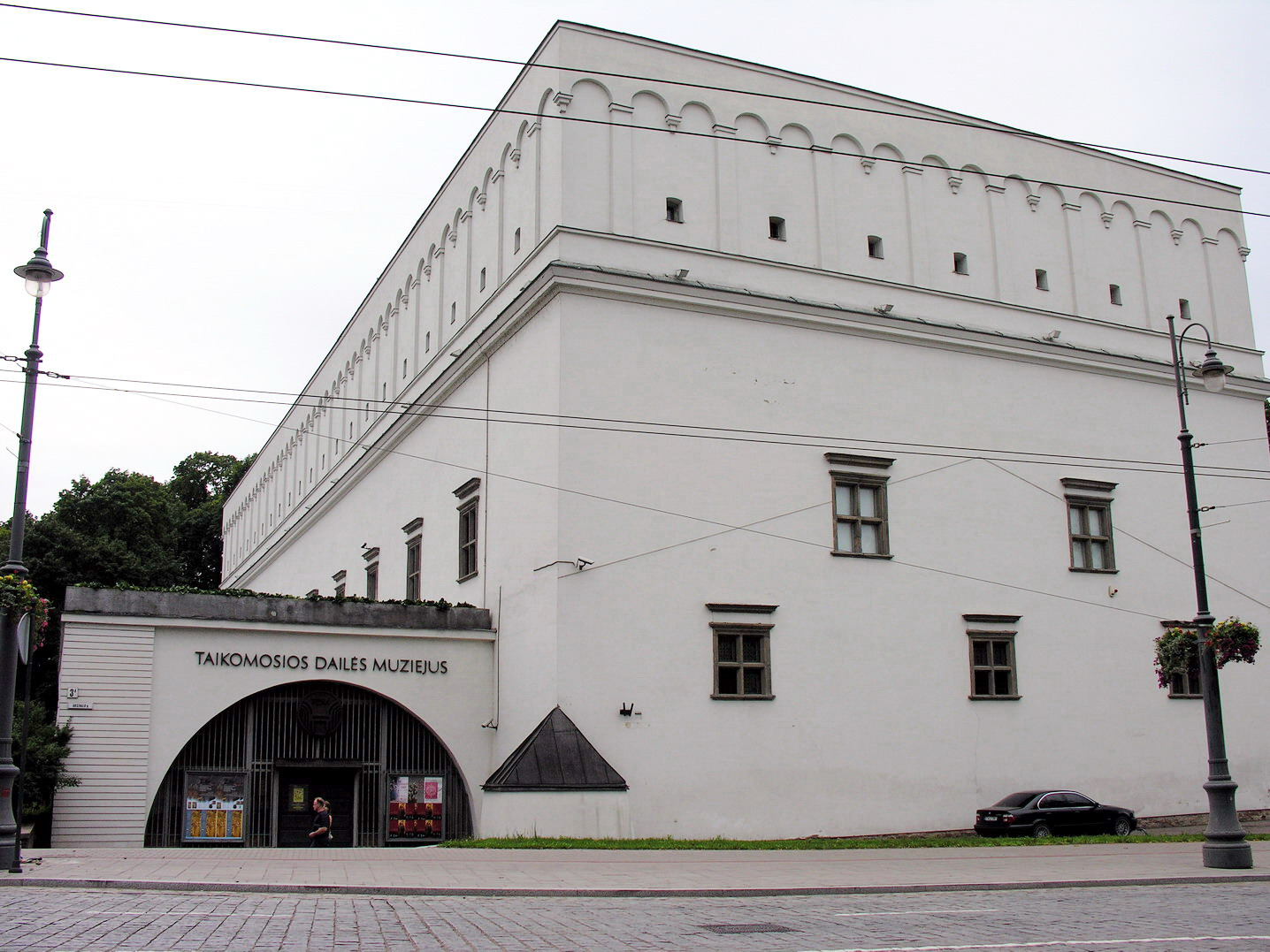
Северный фасад Старого арсенала

Вильнюсский арсенал был возведён на остатках деревянных зданий, настилов и оборонительных стен Нижнего замка XII—XIV веков. В середине XVI века он был самым крупным арсеналом в Речи Посполитой.
Реконструкция Арсенала и его приспособление для музейных нужд были осуществлены по проекту архитектора Эвалдаса Пурлиса. В ходе работ по восстановлению была воссоздана пространственная структура поздней готики XVI века и ренессансные фасады начала XVII века. В подвале Старого арсенала действует экспозиция, представляющая фрагменты ранних культурных слоев города.
Основанный в 1987 году Музей прикладного искусства разместился в реконструированном здании Старого арсенала Нижнего замка.